# Атанасиос Панайоту
Атанасиос Панайоту (на гръцки: Αθανάσιος Παναγιώτου) е гръцки късновъзрожденски зограф от Югозападна Македония.

## Биография
Атанасиос Панайоту е роден в 1848 година в западномакедонския град Костур, тогава в Османската империя. В ранна възраст започва да се занимава с живопис и отива в светогорската столица Карея, където се учи от опитни художници. Дълги години твори в Света гора.
Завръща се в Югозападна Македония и изписва серия църкви в Костурско и Населишко. Негови са царските икони от 1884 година в „Свети Георги“ в Горенци. В същата 1884 година изписва църквата „Света Параскева Икономска“ в Костур. Запазена е негова икона на „Свети Атанасий“, датирана 27 април 1896 година в църквата „Свети Архангели“ в Омали (Блазом). Царската икона на Свети Йоан Кръстител в църквата „Свети Николай“ в епирското село Фурка е подписана „хаджи Атанасиос Панайоту“ и е датирана 5 август 1908 година. В 1930 година Панайоту рисува забележителни икони за малкия параклис „Свети Архангел Михаил“ в горната махала на Нестрам, Горнени.
Умира в 1938 година.